# James Chace
James Clark Chace (ur. 16 października 1931, zm. 8 października 2004) – amerykański historyk badający historię dyplomacji oraz państwowości Stanów Zjednoczonych.

## Publikacje
- 1967 – Conflict in the Middle East (H. W. Wilson Company – powody i konsekwencje wojny sześciodniowej z 1967 r.)
- 1973 – A World Elsewhere: the new American foreign policy (1973 Scribner, ISBN 0-684-13225-7)
- 1976 – Atlantis Lost: United States-European Relation After the Cold War (James Chace i Earl C. Ravenal – współredakcja, ISBN 0-8147-1361-0)
- 1981 – Solvency, the Price of Survival: An essay on American foreign policy (Random House, ISBN 0-394-50754-1)
- 1984 – Endless War: How We Got Involved in Central America-And What Can Be Done (1984 Vintage Books, ISBN 0-394-72779-7)
- 1988 – America Invulnerable: The Quest for Absolute Security from 1812 to Star Wars (Summit, we współautorstwie z Calebem Carrem, ISBN 0-671-61778-8)
- 1990 – What We Had: A Memoir (Summit Books, ISBN 0-671-69478-2)
- 1993 – The Consequences of the Peace: The New Internationalism and American Foreign Policy (Oxford, ISBN 0-19-508354-7)
- 1998 – Acheson: The Secretary Of State Who Created The American World (1998 Simon & Schuster)
- 2001 – What If? 2: Eminent Historians Imagine What Might Have Been (Putnam, współautorzy: Robert Cowley oraz John Lukacs, ISBN 0-399-14795-0)
- 2004 – 1912: Wilson, Roosevelt, Taft and Debs -The Election that Changed the Country (Simon & Schuster, Inc., ISBN 0-7432-0394-1)
- 2004 – Booknotes on American Character: people, politics, and conflict in American history (Perseus Press, współpraca, ISBN 1-58648-232-7)